# Восход-1
Восхо́д-1 — перший у світі багатомісний космічний корабель з екіпажем у складі: Володимир Комаров, Костянтин Феоктистов і Борис Єгоров, запущений 12 жовтня 1964 року. Цей дводенний політ був також першим, коли космонавти перебували під час польоту без скафандрів.

## Екіпаж
- Комаров Володимир Михайлович — командир корабля
- Феоктистов Костянтин Петрович — науковий співробітник
- Єгоров Борис Борисович — лікар

Дублери екіпажу:
- Волинов Борис Валентинович — командир корабля
- Катис Георгій Петрович — науковий співробітник
- Сорокін Олексій Васильович — лікар

Резервний
- Лазарєв Василь Григорович — лікар

Восход-1 та Восход-2